# Vtiger CRM
O vTiger CRM é uma solução de negócios baseadas em open source construída sobre LAMP/WAMP (Linux/Windows, Apache, MySQL e PHP) e outros projetos open source.
vTiger CRM também inclui as seguintes funcionalidades:
Automação de vendas (entradas de produtos customizáveis, gestão de estoques, cotações, faturamento, gerenciamento de chamados e problemas)
Funções de suporte e atendimento ao cliente, incluindo um portal de autoatendimento e abertura de tickets e solicitações de suporte
Automação de marketing (geração de leads, suporte a campanha, bases de conhecimento)
Gestão de estoque
Análise e apresentação de relatórios
Características de interação do usuário incluem:
Integração com sistemas de E-mail corporativo (plugin para o Microsoft Outlook, Mozilla Thunderbird extensão)
Calendário
Aplicativo para mobile, disponível na Google Play Store e na Appstore
Geração de documentos PDF
Tela inicial configurável por usuário com as informações mais importantes e gráficos.
Portal de clientes para acesso via web.

## Histórico da versão Open Source
- vtiger CRM 4.2 é separado do SugarCRM 1.0
- vtiger CRM 5.0.0 é lançado como um novo ramo de desenvolvimento em Outubro de 2006 introduzindo o uso de Ajax
- vtiger CRM 5.0.1 completa fase de correção de bugs e inclui integração ao Skype
- vtiger CRM 5.0.2 é lançado (11/06)
- vtiger CRM 6.0 com nova interface de usuário e loja de aplicativos
- vtiger CRM 6.1 melhorias na usabilidade, loja de aplicativos mais completa e aplicativo para Iphone, Ipad e Android grátis em suas lojas de aplicativos.
- vtiger CRM 6.2 é lançado com acesso ao novo nível de segurança do Google.
- vtiger CRM 6.3 é disponibilizado em 06/2015. Esta nova versão não traz nenhuma nova funcionalidade, contudo, inclui 96 correções, inclusive para o problema da integração da Agenda com o Google Calendar. Além disso, foram introduzidos ajustes na API para melhorar o processo de integração com outras aplicações.
- vtiger CRM 6.4 é disponibilizado em 10/2015. Esta versão não apresentou, praticamente, nenhuma mudança visível aos Usuários. Ocorreram somente correções de bugs [40] e de vulnerabilidades.  A única novidade, mais voltada para desenvolvedores, foi a possibilidade de desenvolvimento de temas para o Sistema, de uma forma mais simples, permitindo sua instalação a partir do Gerenciador de Módulos e do Marketplace.
- vtiger CRM 7.5 é a versão atual disponível do VTIGER Open Source com novo layout, alterações nos módulos de projetos, compatibilidade com PHP 7.4 e MySQL 8.0.
- vtiger CRM 8.0 será o próximo release e já está disponível em GIT para a comunidade e desenvolvedores do VTIGER, promete atualizar todos os recursos de segurança e compatibilidade com versões mais atuais do PHP e JQuery.

## Versão onDemand
A vTiger atualmente também disponibiliza versões da ferramenta chamada versão onDemand. Em janeiro/2015 foi lançado para essa versão a integração com redes sociais e um novo rumo sentido ao Social CRM é iniciado na ferramenta.
O que difere principalmente a versão onDemand da versão Open Source é a disponibilidade de novos recursos em sua Market Place como a um processo de email marketing, integrações com as principais redes sociais (Instagram, Facebook, Linkedin, X Former Twitter) e nativamente integrado com Google Workspace (Gsuite) ou Office 365 em seu sistema de e-mails.
Possui módulos atualmente para conversas com Whatsapp com os principais gateways disponíveis.
A versão OnDemand é disponibilizada na nuvem da VTIGER nas edições, Pilot (gratuita), Growth Edition, Professional e Enterprise.
Adicionalmente a VTIGER incluiu um framework lowcode baseada em Python, denominado VTAP possibilitando a criação e codificação também na plataforma onDemand tal como na Open Source.

## Detalhamento das Funcionalidades do Vtiger CRM Open Source
Destacam-se, abaixo, de forma mais detalhada, as principais funcionalidades do Sistema:
| AUTOMAÇÃO FORÇA DE VENDAS                                                                                       | GESTÃO DE ESTOQUE | RELATÓRIOS & GRÁFICOS | SERVIÇO SUPORTE AO CLIENTE                                                                                    | GESTÃO DE ATIVIDADES |
| - Gestão de Lead / Prospects - Gestão de Organizações e Contatos - Gestão de Oportunidades - Cotações de Vendas | - Catálogo de Produtos e Serviços - Listas de Preços - Gestão de Fornecedores - Pedidos de Compras - Pedidos de Vendas - Faturas | - Métricas Chaves - Relatórios Customizáveis - Mais de 20 Relatórios - Mais de 20 Gráficos pré-configurados - Pasta de Relatórios                                     | - Chamados - Base de Conhecimento [FAQ] - Serviço Auto Atendimento do Cliente - Base de Conhecimento Online   | - Tarefas, Reuniões e Chamadas - Eventos Recorrentes - Compartilhamento de Agendas - Histórico de Atividades - Notificações por E-mail Notas                                                                          |
| CUSTOMIZAÇÃO DO PRODUTO                                                                                         | AUTOMAÇÃO DAS AÇÕES DE MARKETING                                                                                                 | INTEGRAÇÃO E PRODUTIVIDADE | GESTÃO DA SEGURANÇA DO SISTEMA                                                                                | FUNCIONALIDADES ESPECIAIS |
| - Campos Customizáveis - Lista de Opções - Lista de Visualização - Módulos Drag and Drop - Customização Moeda   | - Gestão de Campanhas - Mensagens em Massa - Modelos de E-mails - Modelos de Mesclagem de Mensagens - Notificações por SMS       | - Cliente de E-mail - Gestor de Mensagens - Integração com MS Outlook® - Extensão para Thunderbird - Integração com Agenda do Google - Portal do Cliente - Fontes RSS | - Gestão de Usuários - Perfis e Funções - Grupos - Auditoria de Acessos - Controle Nível de Acesso ao Sistema | - Gerenciador de Módulos - Configuração Layout Módulos - Sistema de Workflow - Customização Numeração Registros (Cotações, Pedidos etc.) - Configuração Acesso Usuário ao Portal Cliente - Escaner de Mensagens Email |